# Uttarpara Kotrung
Uttarpara Kotrung là một thành phố và khu đô thị của quận Hugli thuộc bang Tây Bengal, Ấn Độ.

## Nhân khẩu
Theo điều tra dân số năm 2001 của Ấn Độ, Uttarpara Kotrung có dân số 150.204 người. Phái nam chiếm 52% tổng số dân và phái nữ chiếm 48%. Uttarpara Kotrung có tỷ lệ 79% biết đọc biết viết, cao hơn tỷ lệ trung bình toàn quốc là 59,5%: tỷ lệ cho phái nam là 82%, và tỷ lệ cho phái nữ là 76%. Tại Uttarpara Kotrung, 8% dân số nhỏ hơn 6 tuổi.